# Открытые двери в Кремниевую долину
СВОД — Открытые двери в Кремниевую долину (англ. Silicon Valley Open Doors (SVOD)) — ежегодная инвестиционно-технологическая конференция, проходящая в Кремниевой долине (Калифорния, США).
Цели конференции:
1. Продемонстрировать американским и европейским инвесторам тот инвестиционный потенциал, который наблюдается сегодня в России, на Украине и в других странах бывшего Советского Союза.
2. Помочь предпринимателям из России, с Украины и из других стран бывшего Советского Союза установить деловые отношения с ведущими компаниями венчурного инвестирования и технологическими компаниями Кремниевой долины, а также со специалистами в области развития бизнеса, маркетинга и управления.
3. Предоставить венчурным капиталистам из США и Европы возможность оценить инвестиционные проекты на постсоветском пространстве.

## История
Первая конференция (SVOD-2005) состоялась 14-16 ноября 2005 года в Стэнфордском университете (англ. Stanford University). В числе 250 участников конференции были представители инновационных технологических компаний из стран бывшего Советского Союза, крупных компаний венчурного инвестирования из Кремниевой долины (Sequoia, NEA, DFJ, Asset Management Company, Bessemer Venture Partners, Alloy Ventures), ведущих американских технологических компаний (Amgen, Adobe, Cisco, Oracle, Genentech, PayPal, Sun Microsystems и Google), а также представители СМИ.
Вторая конференция (SVOD-2006) состоялась 16-17 ноября 2006 года в Музее компьютерной истории в г. Маунтин-Вью (англ. Mountain View, California) [4]. Среди участников, количество которых превысило 300 человек, были инновационные технологические компании из стран бывшего Советского Союза и Израиля [5], известные компании венчурного инвестирования из Кремниевой долины, крупнейшие технологические компании США, представители ведущих СМИ в области бизнеса и технологий. Конференция была организована «Американской Бизнес Ассоциацией Русскоязычных Профессионалов» (АмБАР, США) в партнерстве с «Российской Ассоциацией Прямого и Венчурного Инвестирования» (РАВИ, Россия) и Центром Развития Инноваций (ЦРИ, Украина).
Третья конференция (SVOD-2007) состоялась 8-9 ноября 2007 года в Музее компьютерной истории в г. Маунтин-Вью (англ. Mountain View, California).
Четвёртая конференция (SVOD-2008) состоялась 20-21 ноября 2008 года в Музее компьютерной истории в г. Маунтин-Вью (англ. Mountain View, California).
Пятая конференция (SVOD-2009) состоялась 8-9 декабря 2009 года в Музее компьютерной истории в г. Маунтин-Вью (англ. Mountain View, California).